# Campdevànol
Campdevànol (em catalão e oficialmente) ou Campdevánol (em castelhano) é um município da Espanha na comarca de Ripollès, província de Girona, comunidade autónoma da Catalunha. Tem 32,6 km² de área e em 2021 tinha 3 225 habitantes (densidade: 98,9 hab./km²).
O município tem três áreas industriais: L'Herand, Colônia Pernau e Colônia Molinou.

## Demografia
| Variação demográfica do município entre 1991 e 2004 | Variação demográfica do município entre 1991 e 2004 | Variação demográfica do município entre 1991 e 2004 | Variação demográfica do município entre 1991 e 2004 |
| --------------------------------------------------- | --------------------------------------------------- | --------------------------------------------------- | --------------------------------------------------- |
| 1991                                                | 1996                                                | 2001                                                | 2004                                                |
| 3388                                                | 3347                                                | 3378                                                | 3361                                                |